# IRIE MUSIC
IRIE MUSIC（アイリー ミュージック）はLOVE FMで放送されているラジオ番組である。

## 概要
レゲエを専門とする音楽番組である。番組名の"IRIE"はジャマイカの方言であるパトワ語で「心地よい」の意味。
当番組はAbemaRADIOでも配信されている。

## 放送・配信時間
いずれもJST。
ラジオ
- LOVE FM 土曜日 8:00 - 10:00[3]

### 過去
インターネット配信
- AbemaRADIO
  - 日曜日 17:00 - 18:00 (2017年12月 - 2018年3月)
  - 土曜日 19:00 - 20:00 (2018年4月7日 - 2019年3月16日)

## ナビゲーター
- LUE